# Севальос Энрикес, Хосе
Хосе Франсиско Севальос Энрикес (исп. José Francisco Cevallos Enríquez; род. 18 января 1995[…], Гуаякиль) — эквадорский футболист, атакующий полузащитник клуба «Эль Насьональ». Играл за сборную Эквадора.
Хосе является сыном известного эквадорского вратаря и министра спорта Эквадора Хосе Франсисико Севальоса.

## Клубная карьера

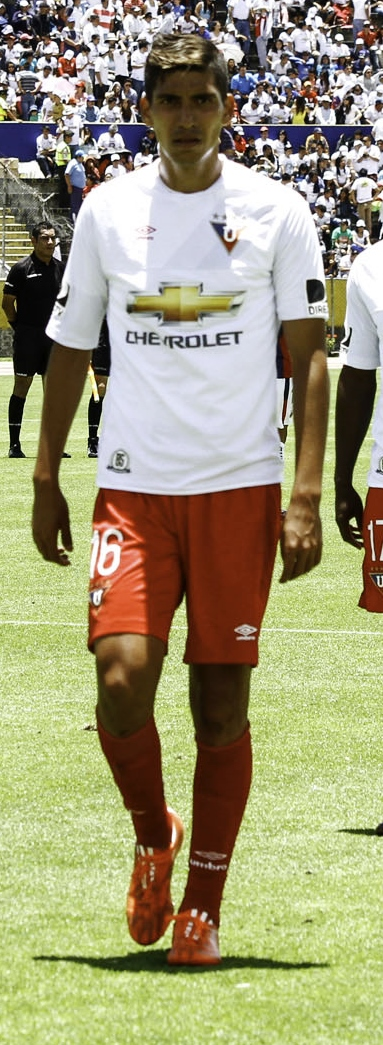
Севальос в составе ЛДУ Кито

Севальос — воспитанник клуба ЛДУ Кито. В 2010 году Хосе был включён в заявку клуба на участие в чемпионате и по итогам сезона стал чемпионом, хотя на поле не выходил. 30 января 2011 года в матче против «Ольмедо» он дебютировал в эквадорской Примере. 6 февраля в поединке против «Барселоны» из Гуаякиль Севальос забил свой первый гол за ЛДУ Кито.
В 2013 году Хосе был арендован на сезон итальянским «Ювентусом», но так и не сыграл за основной состав ни одного матча. По окончании аренды он вернулся в ЛДУ Кито. В 2016 году в матчах Кубка Либертадорес против бразильского «Гремио» и аргентинского «Сан-Лоренсо» игрок забил по голу.
В начале 2018 года Севальос перешёл в бельгийский «Локерен». 11 февраля в матче против «Шарлеруа» он дебютировал в Жюпиле лиге. 24 февраля в поединке против «Эйпена» Хосе забил свой первый гол за «Локерен». Летом 2019 года Севальос на правах аренды перешёл в португальский «Портимоненсе». В матче против «Тондела» он дебютировал в Сангриш лиге. 
В начале 2020 года Севальос вернулся на родину, подписав контракт с клубом «Эмелек». 15 февраля в матче против «Оренсе» он дебютировал за новую команду. 23 февраля в поединке против «Гуаякиль Сити» Хосе забил свой первый гол за Эмелек. 21 декабря в матче против «Ольмедо» он сделал хет-трик. 
В начале 2024 года Севальос перешёл в казахстанский «Актобе».

## Международная карьера
В 2011 году Севальос в составе юношеской сборной Эквадора принял участие в домашнем чемпионате Южной Америки. На турнире он сыграл в матчах против команд Боливии, Перу, Бразилии, а также дважды против Аргентины и Уругвая. В поединках против аргентинцев, бразильцев и уругвайцев Хосе забил по голу.
Летом того же года Севальос принял участие в юношеском чемпионате мира в Мексике. На турнире он сыграл в поединках против команд Германии, Панамы, Буркина-Фасо и Бразилии. В поединках против панамцев и буркинийцев Хосе забил по голу.
В 2013 году в составе молодёжной сборной Эквадора Севальос принял участие в молодёжном чемпионате Южной Америки в Аргентине. На турнире он сыграл в матчах против команд Уругвая, Венесуэлы, Чили, Колумбии, Бразилии,Перу и Парагвая. В поединке против перуанцев Хосе забил гол.
В 2015 году Севальос во второй раз принял участие в молодёжном чемпионате Южной Америки в Уругвае. На турнире он сыграл в матчах против команд Аргентины, Перу, Боливии и Парагвая. В поединках против боливийцев и аргентинцев Хосе забил четыре гола.
23 февраля 2017 года в товарищеском матче против сборной Гондураса Севальос дебютировал за сборную Эквадора, заменив во втором тайме Габриэля Кортеса. В этом же поединке Хосе забил свой первый гол за национальную команду.

### Голы за сборную Эквадора
| # | Дата            | Место                              | Противник | Счёт | Результат | Соревнование      |
| - | --------------- | ---------------------------------- | --------- | ---- | --------- | ----------------- |
| 1 | 23 февраля 2017 | Джордж Кэпвелл, Гуаякиль, Эквадор  | Гондурас  | 3:1  | 3:1       | Товарищеский матч |
| 2 | 12 октября 2018 | Джассим бин Хамад, Эр-Райян, Катар | Катар     | 4:3  | 4:3       | Товарищеский матч |

## Достижения
ЛДУ Кито
- Победитель чемпионата Эквадора — 2010

«Актобе»
- Бронзовый призёр Чемпионата Казахстана: 2024
- Обладатель кубка Казахстана: 2024